# Urbandale
Urbandale est une ville américaine située dans les comtés de Polk et Dallas dans l'Iowa. Elle fait partie de l'aire métropolitaine de Des Moines, la capitale de l'État.
Urbandale a été incorporée avec le statut de « city » le 16 avril 1917. En 1920, elle ne compte que 298 habitants. Après la Seconde Guerre mondiale, les banlieues de Des Moines s'étendent progressivement et la population de la ville, desservie par le tramway, s'accroît rapidement : 1 777 habitants en 1950, 5 821 en 1960 et 14 434 en 1970.
En 2015, sa population était de 44 062 habitants, soit une hausse de 11,7 % en cinq ans. Au recensement de 2010, Urbandale comptait en effet 39 463 habitants (33 126 dans le comté de Polk et 6 337 dans celui de Dallas). 
La municipalité a une superficie de 21,94 milles carrés (56,82 km2), dont 21,92 milles carrés (56,77 km2) de terres. Urbandale s'étend principalement sur le comté de Polk, où elle occupe 15,08 milles carrés (39,06 km2).